# Super Paper Mario
Super Paper Mario (Укр. Папір Супер Маріо)— це рольова гра 2007 року, розроблена компанією Intelligent Systems і опублікована компанією Nintendo для Wii. Це третя частина серії Paper Mario і перша гра про Mario на Wii. Гра розповідає про те, як Маріо, Принцеса Піч, Боузер і Луїджі намагаються зібрати Чисті Серця та зупинити графа Блека та його прихильників від знищення всесвіту.
У той час як попередні ігри Paper Mario були покроковими, Super Paper Mario містить елементи рольових ігор і платформерів із бічним прокручуванням; деякі критики описали його як гібрид двох жанрів. Головною особливістю є здатність Маріо перемикатися між 2D і 3D перспективами. Більшу частину гри проходить у двовимірній перспективі, причому тривимірна перспектива використовується для вирішення головоломок і доступу до раніше недоступних областей. Піч, Боузер і Луїджі такою мають унікальні здібності, а додаткові здібності можна отримати, придбавши персонажів-партнерів, відомих як Піксли.

## Геймплей
Гравець керує Маріо та різними іншими персонажами, долаючи лінійні платформи, як і в інших іграх Маріо. Мета гравця — зібрати вісім Чистих сердець і перемогти головного антагоніста Графа Блека. Гравець може розмовляти з неігровими персонажами (NPC), перемагати ворогів або взаємодіяти з оточенням. На відміну від попередніх ігор Paper Mario, які використовували покрокову бойову систему за межами надземного світу, у Super Paper Mario всі бої відбуваються в реальному часі. Очки досвіду нараховуються після перемоги над ворогами та дозволяють гравцеві підвищувати рівень, щоб підвищити свою статистику. Маріо може тимчасово «перемикатися» між вимірами, де камера повертається на 90°, щоб відкрити тривимірну перспективу сцени, відкриваючи елементи, приховані у звичайній двовимірній перспективі, і може використовуватися для маневрування навколо перешкод, непрохідних у 2D.
Луїджі, принцеса Піч і Боузер приєднуються до групи гравців як ігрові персонажі, кожен з яких має унікальні здібності, які використовуються для подолання певних перешкод. Луїджі може стрибати найвище, Піч може пересуватися в повітрі та отримувати доступ до недоступних місць, а Боузер — дихає вогнем, щоб перемогти ворогів;лише Маріо зберігає здатність перемикатися між 2D і 3D. Гравець може будь-коли перемикатися між будь-якими персонажами в групі за допомогою внутрішньо ігрового меню. Істоти під назвою «Pixls» — кожна з них надає одну додаткову здатність, наприклад Торо, дозволяє гравцеві підбирати та кидати предмети. Тіппі, Піксл — супроводжує гравця з самого початку, може розкривати підказки щодо перемоги над ворогами та використовується для пошуку секретів у навколишньому середовищі.
Центральним світом є Фліпсайд, яке описується як розташоване «між вимірами», і має дзеркальний аналог, Флопсайд, розблокований у другій половині гри. З Фліпсайду і Флопсайду гравець може подорожувати в інший світ через просторові двері.Доступ до кожного світу спочатку заблокований; завершення кожного світу та отримання Чистого Серця в ньому відкриває доступ до наступного.

## Сюжет
Super Paper Mario починається з графа Блека, який викрадає Боузера та принцесу Піч і змушує їх одружитися. Їхній союз, як передрік Темний Прогностикус, викликає Серце Хаосу. Блек бере під контроль Серце Хаосу та використовує його, щоб відкрити Порожнечу — міжвимірну тріщину, що повільно розширюється, щоб знищити дефектний всесвіт і створити на його місці ідеальний. Тіппі телепортує Маріо до Фліпсайду, а Марлон доручає йому зібрати вісім Чистих Сердець, які необхідні для скасування руйнування. Навчавшись перемикатися між вимірами, Маріо починає свою подорож із Тіппі поруч із різними світами, щоб зібрати їх.
Під час пригоди Маріо возз'єднується з Піч і Боузером, які приєднуються до нього у квесті. Блек посилає своїх прихильників, Діментіо, Мімі та О'Чанкса, а також Луїджі з промитими мізками, щоб напасти на групу Маріо та сповільнити їх прогрес. Зрештою Луїджі повертається до групи Маріо. Маріо вдається зібрати всім вісім Чистих Сердець, але не раніше, ніж Порожнеча стає настільки великою, щоб знищити один зі світів.
У спогадах з'ясовується, що граф Блек і Тіппі спочатку були коханцями Блюм'єра і Тімпані. Батько Блюм'єра, не схвалюючи їхні стосунки, вигнав і прокляв Тімпані, щоб вона вічно блукала між вимірами. Блюм'єр у відчаї взяв під свій контроль Темний Прогностикус, вирішуючи покласти кінець Всесвіту. Без його відома Мерлон знайшов і врятував Тімпані, перетворивши її на Піксл, стерши її спогади в процесі. Двоє повільно усвідомлюють особистість іншого протягом гри.
З усіма вісьмома Чистими Серцями герої подорожують до замку Блек. Вони стикаються з кожним із поплічників Блека, але губляться один за одним: Боузер і О'Чанк, здається, розчавлені стелею, що падає; Піч і Мімі падають у яму; і Діменціо, здається, вбиває і себе, і Луїджі. Маріо і Тіппі протистоять Блеку наодинці; Тіппі виявляється Тімпані, але Блек відмовляється припинити свій план. Інші герої повертаються і перемагають Блека, використавши силу Чистих Сердець. Блек, повертаючись до своєї особистості Блюм'єра, закликає героїв убити його, щоб знищити Серце Хаосу та запобігти апокаліпсису; однак його захоплює Діменціо, який, здається, вбиває помічницю Блека — Настасію та змушує Луїджі стати господарем Серця Хаосу. Блюм'єр і Тіппі телепортуються геть, а решта героїв здається непереборними без сили Чистих Сердець; однак кохання між Блюм'єром, О'Чанксом і Мімі відновлює їхню силу.
Діменціо знищено, але він залишив тінь своєї сили, щоб Серце Хаосу могло виконати своє завдання. Блюм'єр і Тімпані одружуються, що виганяє Серце Хаосу та скасовує його знищення. Герої разом з О'Чанксом, Мімі та відродженою Настасією повертаються до Фліпсайду, але Блюм'єр і Тімпані зникли безвісти; О'Чанкс, Мімі та Настасія обіцяють створити світ, який обіцяв створити Блюм'єр.

## Розробка та випуск
Intelligent Systems розробила попередні ігри серії та Super Paper Mario. Режисер Риота Каваде, змінив традиційну концепцію попередніх ігор з наміром здивувати шанувальників новою концепцією. Створюючи ігрові концепції, ві н реалізовував перемикання між розмірами; він відрізняв бій від попередніх ігор, щоб відповідати ідеї зміни розмірів. Коли вони були представлені продюсеру Кенсуке Танабе, вони обидва погодилися, що гра буде краще працювати в стилі пригодницької відеогри, хоча він попросив персонал зберегти сюжет рольової гри. Каваде виявив, що важко «створити гармонійний зв'язок між світами 2D і 3D», і зазначив, що процес складався з пробі помилок. Він сказав, що створення одного рівня «вимагало зусиль для створення двох рівнів», оскільки вони мали на меті додати секрети в 3D, які не були видимі в 2D.
11 травня 2006 року було оголошено про Super Paper Mario для GameCube через трейлер на виставці E3 2006, який буде випущений у четвертому кварталі 2006 року. Nintendo вирішила не виставляти GameCube на виставковому майданчику для відтворювальної демонстрації. GameSpot, назвав Super Paper Mario фіналістом вибору редактора E3. Пізніше в травні Nintendo підтвердила дату випуску 9 жовтня 2006 року. Super Paper Mario мала бути однією з останніх перших ігор GameCube, але розробка перейшла на Wii, у 2006 році. Вона була випущена у квітні 2007 року і стала першою грою Маріо для Wii. Керування залишилося схожим на версію для GameCube, а реалізація під моушн-контролер для Wii була мінімальною. Елементи керування були подібні до версії GameCube, а впровадження елементів керування рухом Wii було мінімальним.

## Відгуки
Згідно з веб-сайтом-агрегатором оцінок Metacritic, Super Paper Mario отримав «загалом схвальні відгуки» з оцінкою 85 зі 100 на основі 57 критиків; вона займає шосте місце серед ігор Wii, випущених у 2007 році.
| Агрегатор  | Оцінка |
| ---------- | ------ |
| Metacritic | 85/100 |

| Видання                   | Оцінка |
| ------------------------- | ------ |
| Electronic Gaming Monthly | B+     |
| Eurogamer                 | 8/10   |
| Famitsu                   | 35/40  |
| Game Informer             | 9.5/10 |
| GameSpot                  | 8.8/10 |
| GameSpy                   | 8/10   |
| GamesRadar+               | 4/5    |
| GameTrailers              | 8.7/10 |
| IGN                       | 8.9/10 |
| Nintendo Life             | [ 7 ]  |
| Nintendo World Report     | 9/10   |
| RPGamer                   | 4.12/5 |

Метт Кассамінга з IGN назвав Super Paper Mario «обов'язковим до покупки» та похвалив його поєднання стилів платформи та RPG елементів керування, але критикував «смішну» кількість тексту та «пустий» вигляд 3D-сегментів.
Брін Вільямс з GameSpy, похвалив «дуже химерну та кумедну сюжетну лінію», а також її дизайн рівнів та елементи керування, але казав, що це було надто легко.
Шейн Беттенхаузен з журналу Electronic Gaming Monthly назвав Super Paper Mario «необхідним для будь-якого власника Wii» і похвалив його креативність, ігровий процес, головоломки та сценарій, але розкритикував «недопрацьовані» елементи рольової гри.
Майкл Коул з Nintendo World Report, розкритикував деякі «нудні головоломки» та ретроспективи, похвалив сюжет, візуальні ефекти та ігровий процес і назвав це «особливим, несподіваним любовним листом до шанувальників Nintendo».
Декілька рецензентів RPGamer, високо оцінили сценарій та комедійний діалог.

## Продажі
За перший тиждень випуску в Японії було продано 144 000 копій, подібна до попередніх ігор Paper Mario. Вона визнана найбільш продаваною грою тижня. За даними NPD Group, у квітні 2007 року в Сполучених Штатах було продано 352 000 копій, що стало третьою найкращою консольною грою у квітні 2007 року після Pokémon Diamond і Pearl. Станом на березень 2008 року Nintendo повідомила про 2,28 мільйона копій, проданих по всьому світу, з яких 500 000 копій було продано в Японії та 1,78 мільйона копій, проданих у світі. За даними Kotaku, у всьому світі було продано понад 4,23 мільйона копій, що зробило його бестселером у серії Paper Mario.

## Нагороди
Super Paper Mario був номінований як найкраща рольова гра та найкраща для Wii за версією GameSpot і IGN Best of 2007, отримавши нагороду за найкращу рольову гру від IGN.1UP.com номінував її як найкращу пригодницьку гру та гру року). Вона отримала шість номінацій на нагороди від Nintendo Power, включаючи гру року Wiі і гру року, а також отримала нагороду «Вибір читача» в категорії «Найкраще оповідання/нарис». Вона визнана другою найкращою грою року для Wii за версією RPGamer's Editor's Choice, а три з дев'яти редакторів RPGFan включили її до п'ятірки найкращих рольових ігор року. З того часу CNET, IGN, Game Informer, GameSpot, GamesRadar+ назвали її однією з найкращих ігор для Wii.